# Fritz Thiedemann
Fritz Thiedemann (né le 3 mars 1918 à Weddingstedt, mort le 8 janvier 2000 dans la même commune) est un cavalier de saut d'obstacles allemand.

## Biographie
Il est le plus jeunes des neuf enfants d'une famille d'agriculteurs et commence très tôt l'équitation et la compétition. Il suit une formation équestre à l'École de cavalerie de Hanovre (de) puis à la Heeres-Reitschule (de) à Potsdam. Il devient membre de la Sturmabteilung et suit sa formation de cavalerie à Berlin. En 1938, il remporte le tournoi de Berlin.
Avec Hans Günter Winkler, il est le meilleur cavalier en obstacles des années 1950. En juin 1950, il reçoit la première médaille Silbernes Lorbeerblatt des mains du président Theodor Heuss. En 1958, il est élu Personnalité sportive allemande de l'année.
Aux Jeux olympiques d'été de 1952 à Helsinki, il devient le seul cavalier à remporter une médaille à la fois en saut d'obstacles et en dressage : il remporte la médaille de bronze en individuel en saut d'obstacles et celle par équipe en dressage.
Aux Jeux olympiques d'été de 1956 à Stockholm, il remporte la médaille d'or par équipe en saut d'obstacles. Il la conserve aux Jeux olympiques d'été de 1960 à Rome. En 1956 et 1960, il est le porte-drapeau de la délégation ouest-allemande ; c'est le seul sportif allemand à avoir été deux fois porte-drapeau lors des cérémonies d'ouverture des Jeux olympiques.
Il obtient ses plus grands succès grâce à un cheval, Meteor.

## Palmarès

### Jeux olympiques
- Jeux olympiques de 1952 à Helsinki ( Finlande) :
  -  Médaille de bronze en saut d'obstacles individuel.
  -  Médaille de bronze en dressage par équipe, 12e en individuel.
- Jeux olympiques de 1956 à Stockholm ( Suède) :
  -  Médaille d'or en saut d'obstacles par équipe, 4e en individuel.
- Jeux olympiques de 1960 à Rome ( Italie) :
  -  Médaille d'or en saut d'obstacles par équipe, 6e en individuel.

### Championnat du monde de saut d'obstacles
- Championnat du monde de saut d'obstacles 1953 à Paris ( France) :
  -  Médaille d'argent en individuel.

### Championnat d'Europe de saut d'obstacles
- Championnat d'Europe 1958 à Aix-la-Chapelle ( Allemagne) :
  -  Médaille d'or en individuel.
- Championnat d'Europe 1959 à Paris ( France) :
  -  Médaille de bronze en individuel.

### Championnat d'Allemagne
- Championnat d'Allemagne 1951 :
  -  Champion d'Allemagne.
- Championnat d'Allemagne 1956 :
  -  Champion d'Allemagne.
- Championnat d'Allemagne 1957 :
  -  Champion d'Allemagne.
- Championnat d'Allemagne 1958 :
  -  Champion d'Allemagne.

### Deutsches Spring-Derby
- Victoires en 1950, 1951, 1954, 1958 et 1959.

## Source, notes et références
1. ↑  Fritz Thiedemann: Unkompliziert und bodenständig
2. ↑  NDR-Portrait „Fritz Thiedemann - Reitsport-Ikone aus Holstein“, siehe Weblinks
3. ↑  Susanne Hennig, Werner Ernst: 100 Jahre Pferdezucht und Pferdesport in Deutschland. FN-Verl. der Deutschen Reiterlichen Vereinigung Warendorf 2005,  (ISBN 3-88542-377-4), S. 103.
4. ↑  Das Silberne Lorbeerblatt, Site Internet Administration de la présidence fédérale
5. ↑  https://www.sports-reference.com/olympics/athletes/th/fritz-thiedemann-1.html

- (de) Cet article est partiellement ou en totalité issu de l’article de Wikipédia en allemand intitulé « Fritz Thiedemann » (voir la liste des auteurs).
- (de) « Publications de et sur Fritz Thiedemann », dans le catalogue en ligne de la Bibliothèque nationale allemande (DNB).